# Natação nos Jogos Pan-Americanos de 2015
As competições de natação nos Jogos Pan-Americanos de 2015 foram realizadas em Toronto, no Centro Aquático CIBC Pan e Parapan-Americano para as provas em piscina, e no Canal Oeste do Lago Ontário para a maratona aquática. Foram disputadas 34 provas, sendo 17 masculinas e 17 femininas, nos dias 11 e 12 de julho (maratona aquática) e entre 14 e 18 de julho.
Para não conflitar com as disputas do Campeonato Mundial de Esportes Aquáticos, com inicio próximo ao Pan, os eventos em piscina foram resumidos em cinco dias de disputas (contra sete em Guadalajara 2011) e a maratona aquática foi antecipada para o primeiro final de semana dos Jogos.

## Calendário
| Julho   | 7 | 8 | 9 | 10 | 11 | 12 | 13 | 14 | 15 | 16 | 17 | 18 | 19 | 20 | 21 | 22 | 23 | 24 | 25 | 26 |
| ------- | - | - | - | -- | -- | -- | -- | -- | -- | -- | -- | -- | -- | -- | -- | -- | -- | -- | -- | -- |
| Natação |   |   |   |    | 1  | 1  |    | 6  | 7  | 5  | 8  | 6  |    |    |    |    |    |    |    |    |

|  | Dia de competição |  | Dia de final |

## Medalhistas

### Masculino
| Evento                        | Ouro | Ouro        | Prata                                                                                                   | Prata     | Bronze | Bronze    |
| ----------------------------- | --- | ----------- | --- | --------- | --- | --------- |
| 50 metros livre detalhes      | Josh Schneider USA Estados Unidos                                                                                             | 21.86       | Bruno Fratus BRA Brasil                                                                                 | 21.91     | George Bovell TTO Trinidad e Tobago                                                                        | 22.17     |
| 100 metros livre detalhes     | Federico Grabich ARG Argentina                                                                                                | 48.26       | Santo Condorelli CAN Canadá                                                                             | 48.57     | Marcelo Chierighini BRA Brasil                                                                             | 48.80     |
| 200 metros livre detalhes     | João de Lucca BRA Brasil | 1:46.42     | Federico Grabich ARG Argentina                                                                          | 1:47.62   | Michael Weiss USA Estados Unidos                                                                           | 1:47.63   |
| 400 metros livre detalhes     | Ryan Cochrane CAN Canadá | 3:48.29     | Ryan Feeley USA Estados Unidos                                                                          | 3:49.69   | Leonardo de Deus BRA Brasil                                                                                | 3:50.30   |
| 1500 metros livre detalhes    | Ryan Cochrane CAN Canadá | 15:06.40    | Andrew Gemmell USA Estados Unidos                                                                       | 15:09.92  | Brandonn Almeida BRA Brasil                                                                                | 15:11.70  |
| 100 metros costas detalhes    | Nick Thoman USA Estados Unidos                                                                                                | 53.20       | Guilherme Guido BRA Brasil                                                                              | 53.35     | Eugene Godsoe USA Estados Unidos                                                                           | 53.96     |
| 200 metros costas detalhes    | Sean Lehane USA Estados Unidos                                                                                                | 1:57.47     | Carter Griffin USA Estados Unidos                                                                       | 1:58.18   | Leonardo de Deus BRA Brasil                                                                                | 1:58.27   |
| 100 metros peito detalhes     | Felipe França BRA Brasil | 59.21       | Felipe Lima BRA Brasil                                                                                  | 1:00.01   | Richard Funk CAN Canadá                                                                                    | 1:00.29   |
| 200 metros peito detalhes     | Thiago Simon BRA Brasil | 2:09.82     | Richard Funk CAN Canadá                                                                                 | 2:11.51   | Thiago Pereira BRA Brasil                                                                                  | 2:11.93   |
| 100 metros borboleta detalhes | Giles Smith USA Estados Unidos                                                                                                | 52.04       | Santiago Grassi ARG Argentina                                                                           | 52.09     | Santo Condorelli CAN Canadá                                                                                | 52.42     |
| 200 metros borboleta detalhes | Leonardo de Deus BRA Brasil                                                                                                   | 1:55.01     | Zack Chetrat CAN Canadá                                                                                 | 1:56.90   | Alec Page CAN Canadá                                                                                       | 1:58:01   |
| 200 metros medley detalhes    | Henrique Rodrigues BRA Brasil                                                                                                 | 1:57.06     | Thiago Pereira BRA Brasil                                                                               | 1:57.42   | Joseph Bentz USA Estados Unidos                                                                            | 2:00.04   |
| 400 metros medley detalhes    | Brandonn Almeida BRA Brasil                                                                                                   | 4:14.47 WJR | Luke Reilly CAN Canadá                                                                                  | 4:16.16   | Max Williamson USA Estados Unidos                                                                          | 4:16.91   |
| 4x100 metros livre detalhes   | Matheus Santana João de Lucca Bruno Fratus Marcelo Chierighini Nicolas Oliveira* Thiago Pereira* BRA Brasil                   | 3:13.66     | Santo Condorelli Karl Krug Evan Van Moerkerke Yuri Kisil Markus Thormeyer* Stefan Milošević* CAN Canadá | 3:14.32   | Josh Schneider Darian Townsend Cullen Jones Michael Weiss Michael Klueh* Eugene Godsoe* USA Estados Unidos | 3:16.21   |
| 4x200 metros livre detalhes   | Luiz Altamir Melo João de Lucca Thiago Pereira Nicolas Oliveira Henrique Rodrigues* Kaio de Almeida* Thiago Simon* BRA Brasil | 7:11.15     | Michael Weiss Michael Klueh Joseph Bentz Darian Townsend Ryan Feeley* Bobby Bollier* USA Estados Unidos | 7:12.20   | Jeremy Bagshaw Alec Page Stefan Milosevic Ryan Cochrane Yuri Kisil* Coleman Allen* CAN Canadá              | 7:17.33   |
| 4x100 metros medley detalhes  | Arthur Mendes Marcelo Chierighini Guilherme Guido Felipe França Thiago Pereira* Felipe Lima* BRA Brasil                       | 3:32.68     | Brad Craig Nicholas Thoman Giles Smith Josh Schneider Eugene Godsoe* Michael Weiss* USA Estados Unidos  | 3:33.63   | Russell Wood Yuri Kisil Richard Funk Santo Condorelli James Dergousoff* Coleman Allen* CAN Canadá          | 3:34.40   |
| Maratona 10 km detalhes       | Chip Peterson USA Estados Unidos                                                                                              | 1:54:03.6   | David Heron USA Estados Unidos                                                                          | 1:54:07.4 | Esteban Enderica ECU Equador                                                                               | 1:54:09.2 |

* Nadadores que só participaram das eliminatórias da prova, mas que também recebem medalhas

### Feminino
| Evento                        | Ouro | Ouro      | Prata | Prata     | Bronze | Bronze    |
| ----------------------------- | --- | --------- | --- | --------- | --- | --------- |
| 50 metros livre detalhes      | Arianna Vanderpool-Wallace BAH Bahamas                                                                                   | 24.38     | Etiene Medeiros BRA Brasil                                                                                          | 24.55     | Natalie Coughlin USA Estados Unidos                                                                                   | 24.66     |
| 100 metros livre detalhes     | Chantal van Landeghem CAN Canadá                                                                                         | 53.83     | Natalie Coughlin USA Estados Unidos                                                                                 | 54.06     | Arianna Vanderpool-Wallace BAH Bahamas                                                                                | 54.15     |
| 200 metros livre detalhes     | Allison Schmitt USA Estados Unidos                                                                                       | 1:56.23   | Emily Overholt CAN Canadá                                                                                           | 1:57.55   | Manuella Lyrio BRA Brasil                                                                                             | 1:58.03   |
| 400 metros livre detalhes     | Emily Overholt CAN Canadá                                                                                                | 4:08.42   | Andreina Pinto VEN Venezuela                                                                                        | 4:08.67   | Gillian Ryan USA Estados Unidos                                                                                       | 4:09.46   |
| 800 metros livre detalhes     | Sierra Schmidt USA Estados Unidos                                                                                        | 8:27.54   | Kristel Köbrich CHI Chile                                                                                           | 8:29.79   | Andreina Pinto VEN Venezuela                                                                                          | 8:31.08   |
| 100 metros costas detalhes    | Etiene Medeiros BRA Brasil                                                                                               | 59.61     | Olivia Smoliga USA Estados Unidos                                                                                   | 1:00.06   | Clara Smiddy USA Estados Unidos                                                                                       | 1:00.49   |
| 200 metros costas detalhes    | Hilary Caldwell CAN Canadá                                                                                               | 2:08.22   | Dominique Bouchard CAN Canadá                                                                                       | 2:09.74   | Clara Smiddy USA Estados Unidos                                                                                       | 2:11.47   |
| 100 metros peito detalhes     | Katie Meili USA Estados Unidos                                                                                           | 1:06.26   | Alia Atkinson JAM Jamaica                                                                                           | 1:06.59   | Rachel Nicol CAN Canadá                                                                                               | 1:07.91   |
| 200 metros peito detalhes     | Kierra Smith CAN Canadá                                                                                                  | 2:24.38   | Martha Mccabe CAN Canadá                                                                                            | 2:24.51   | Annie Lazor USA Estados Unidos                                                                                        | 2:26.23   |
| 100 metros borboleta detalhes | Kelsi Worrell USA Estados Unidos                                                                                         | 57.78     | Noemie Thomas CAN Canadá                                                                                            | 58.00     | Katerine Savard CAN Canadá                                                                                            | 58.05     |
| 200 metros borboleta detalhes | Audrey Lacroix CAN Canadá                                                                                                | 2:07.68   | Katherine Mills USA Estados Unidos                                                                                  | 2:09.31   | Joanna Maranhão BRA Brasil                                                                                            | 2:09.38   |
| 200 metros medley detalhes    | Caitlin Leverenz USA Estados Unidos                                                                                      | 2:10.51   | Meghan Small USA Estados Unidos                                                                                     | 2:11.26   | Sydney Pickrem CAN Canadá                                                                                             | 2:11.29   |
| 400 metros medley detalhes    | Caitlin Leverenz USA Estados Unidos                                                                                      | 4:35.46   | Sydney Pickrem CAN Canadá                                                                                           | 4:38.03   | Joanna Maranhão BRA Brasil                                                                                            | 4:38.07   |
| 4x100 metros livre detalhes   | Sandrine Mainville Michelle Williams Katerine Savard Chantal van Landeghem Alyson Ackman* Dominique Bouchard* CAN Canadá | 3:36.80   | Allison Schmitt Amanda Weir Madison Kennedy Natalie Coughlin Katie Meili* Kelsi Worrell* USA Estados Unidos         | 3:37.01   | Larissa Oliveira Graciele Herrmann Etiene Medeiros Daynara de Paula Daiane Oliveira* Manuella Lyrio* BRA Brasil       | 3:37.39   |
| 4x200 metros livre detalhes   | Kiera Janzen Allison Schmitt Courtney Harnish Gillian Ryan Amanda Weir* Kylie Stewart* USA Estados Unidos                | 7:54.32   | Manuella Lyrio Jéssica Cavalheiro Joanna Maranhão Larissa Oliveira Bruna Primati* Gabrielle Roncatto* BRA Brasil    | 7:56.36   | Emily Overholt Katerine Savard Alyson Ackman Brittany MacLean Erika Seltenreich-Hodgson* Tabitha Baumann* CAN Canadá  | 7:59.36   |
| 4x100 metros medley detalhes  | Natalie Coughlin Katie Meili Kelsi Worrell Allison Schmitt USA Estados Unidos                                            | 3:56.53   | Dominique Bouchard Noemie Thomas Rachel Nicol Chantal van Landeghem Tera van Beilen* Sandrine Mainville* CAN Canadá | 3:58.51   | Etiene Medeiros Jhennifer Conceição Daynara de Paula Larissa Oliveira Natalia de Luccas* Beatriz Travalon* BRA Brasil | 4:02.52   |
| Maratona 10 km detalhes       | Eva Fabian USA Estados Unidos                                                                                            | 2:03:17.0 | Paola Pérez VEN Venezuela                                                                                           | 2:03:17.0 | Samantha Arévalo ECU Equador                                                                                          | 2:03:17.1 |

- Nadadoras que só participaram das eliminatórias da prova, mas que também recebem medalhas

## Doping
Mauricio Fiol, do Peru, originalmente ganhou a medalha de prata na prova dos 200 metros borboleta masculino, mas foi desclassificado em 23 de julho de 2015 após o resultado de seu antidoping testar positivo para a substância estanozolol. A medalha foi repassada para o canadense Zack Chetrat e o também canadense Alec Page herdou a medalha de bronze.

## Quadro de medalhas
| Ordem | País                  | Medalha de ouro | Medalha de prata | Medalha de bronze |     |
| ----- | --------------------- | --------------- | ---------------- | ----------------- | --- |
| 1     | USA Estados Unidos    | 14              | 11               | 10                | 35  |
| 2     | BRA Brasil            | 10              | 6                | 10                | 26  |
| 3     | CAN Canadá            | 8               | 11               | 9                 | 28  |
| 4     | ARG Argentina         | 1               | 2                |                   | 3   |
| 5     | BAH Bahamas           | 1               |                  | 1                 | 2   |
| 6     | VEN Venezuela         |                 | 2                | 1                 | 3   |
| 7     | CHI Chile             |                 | 1                |                   | 1   |
|       | JAM Jamaica           |                 | 1                |                   | 1   |
| 9     | ECU Equador           |                 |                  | 2                 | 2   |
| 10    | TTO Trinidad e Tobago |                 |                  | 1                 | 1   |
| TOTAL | TOTAL                 | 34              | 34               | 34                | 102 |

Legenda
| Recorde mundial                  | Recorde mundial (World record)               |                       | Recorde africano                      | Recorde africano (African) |                                           | Q | Classificado por posição (Qualified) |
| Recorde dos Jogos Pan-Americanos | Recorde pan-americano (Pan-American record)  | Recorde da América    | Recorde da América (Americas)         | q                          | Classificado por melhor tempo (Qualified) |   |                                      |
| Melhor marca do ano              | Melhor marca do ano (World leading)          | Recorde asiático      | Recorde asiático (Asian)              | DNS                        | Não largou (Did not start)                |   |                                      |
| Recorde nacional                 | Recorde nacional (National record)           | Recorde europeu       | Recorde europeu (European)            | DNF                        | Não terminou (Did not finish)             |   |                                      |
| Recorde pessoal                  | Recorde pessoal do atleta (Personal best)    | Recorde da Oceania    | Recorde da Oceania (Oceania)          | DSQ / DQ                   | Desclassificado (Disqualified)            |   |                                      |
| Recorde da temporada             | Recorde da temporada do atleta (Season best) | Recorde sul-americano | Recorde sul-americano (South America) | NM                         | Sem marca (No mark)                       |   |                                      |